# Nos soleils
Pour plus de détails, voir Fiche technique et Distribution.
Nos soleils (Alcarràs) est un film catalan réalisé par Carla Simón sorti en 2022 ayant pour sujet une famille de la ville d'Alcarràs, en Catalogne.
Il remporte l'Ours d'or à la 72e Berlinale et devient le premier film en langue catalane à recevoir ce prix.

## Synopsis
À Alcarràs, en Catalogne, la famille Solé cultive des pêches depuis des décennies. Leurs droits sur la terre qu'il cultive ne reposent sur aucun contrat écrit, mais sur une promesse orale entre eux et la famille voisine : un de leurs ancêtres a en effet sauvé la vie d'un membre de cette famille pendant la guerre d'Espagne.
Leur voisin leur annonce qu'ils vont devoir renoncer à l'agriculture, et que des panneaux solaires vont être installés sur leurs terres. Il propose à Quimet de changer de métier et de s'occuper de l'entretien des panneaux, un travail moins pénible et mieux rémunéré que l'agriculture selon lui. Mais Quimet tient à son métier d'agriculteur, même si les prix d'achat proposés par la grande distribution ne permettent pas de lui assurer un revenu convenable, le poussent à embaucher moins d'ouvriers agricoles, à multiplier les heures de travail, lui causant de fortes douleurs dorsales.
Cette situation difficile provoque des tensions dans la famille. À la fin de l'été, une fois l'ultime récolte achevée, les bulldozers arrivent pour arracher les pêchers.

## Fiche technique
Sauf indication contraire, les informations mentionnées dans cette section peuvent être confirmées par la base de données cinématographiques IMDb,  présente dans la section « Liens externes ».
- Titre : Nos soleils
- Titre original : Alcarràs
- Réalisation : Carla Simón
- Production : María Zamora[2]
- Scénario : Carla Simón et Arnau Vilaró
- Direction artistique : Mónica Bernuy
- Décors : Marta Bazaco
- Costumes : Anna Aguilà
- Photographie : Daniela Cajías
- Pays d'origine : Espagne - Italie
- Format : Couleurs
- Genre : drame
- Langue: catalan
- Dates de sortie :
  - Allemagne : 15 février 2022 (Berlinale 2022)
  - Espagne : 29 avril 2022
  - France : 18 janvier 2023

## Distribution
- Jordi Pujol Dolcet : Quimet
- Anna Otin : Dolors, l'épouse de Quimet
- Xènia Roset : Mariona, fille de Quimet et Dolors
- Albert Bosch : Roger, fils de Quimet et Dolors
- Josep Abad : Rogelio, père de Quimet
- Berta Pipó : Glória, soeur de Quimet
- Montse Oró : Nati, soeur de Quimet
- Carles Cabós : Cisco, mari de Nati
- Ainet Jounou : Iris, jeune fille de Gloria
- Isaac Rovira : Pau, jeune fils de Nati et Cisco
- Joel Rovira : Pere, jeune fils de Nati et Cisco
- Jacob Diarte : Joaquim Pinyol

## Accueil

### Accueil critique
En France, le site Allociné propose une moyenne de 3,9⁄5, fondée sur 24 critiques de presse.

## Distinctions

### Récompenses
- Berlinale 2022 : Ours d'or
- Prix Gaudí 2023 : meilleur film en langue catalane, meilleure réalisation, meilleur scénario original et meilleure direction de production[4]
- Prix Feroz 2023 : meilleure réalisation[5],[6]

### Nominations
- Prix Feroz 2023
  - Meilleur film dramatique
  - Meilleure réalisation
  - Meilleur scénario
- 37e cérémonie des Goyas
  - Meilleur film
  - Meilleur réalisateur
  - Meilleur espoir masculin pour Albert Bosch et Jordi Pujol
  - Meilleur espoir féminin pour Anna Otín
  - Meilleur scénario original pour Arnau Vilaró et Carla Simón
  - Meilleure direction de production
  - Meilleur montage
  - Meilleure photographie
  - Meilleure direction artistique
  - Meilleur son